# Cathy Merrick
Pour les articles homonymes, voir Merrick.
Cathy Merrick, née le 15 juin 1962 à Cross Lake (en), au Manitoba et morte le 6 septembre 2024 à Winnipeg, est la grande cheffe de l’Assemblée des chefs du Manitoba.

## Biographie
Née le 15 juin 1962 à Cross Lake (en), au Manitoba, Cathy Merrick commence sa carrière en tant que conseillère de la nation Cree de Pimicikamak en 2001, avant d'en devenir la cheffe jusqu'en 2018.
À partir de 2022, elle occupe le poste de grande cheffe de l’Assemblée des chefs du Manitoba. Elle meurt le 6 septembre 2024. Plusieurs dirigeants de Premières Nations se réunissent le lendemain à Winnipeg à l’initiative de l’organisation Manitoba Keewatinowi Okimakanak (MKO) pour saluer sa mémoire.